# Spätromantik
Die Spätromantik bezeichnet chronologisch die letzte Phase der Romantik als kunsthistorische und literarische Epoche zwischen etwa 1820 und 1850. In der Malerei dauerte die Spätromantik bis Ende des 19. Jahrhunderts, in der Musik bis in die Anfänge des 20. Jahrhunderts (Gustav Mahler, Richard Strauss). Zentren der literarischen Spätromantik waren Wien, München und zeitweise Dresden und Berlin.

## Zum BegriffSpätromantikund Zusammenhänge zur Frühromantik
Die ältere Literaturwissenschaft nimmt noch eine Einteilung vornehmlich der deutschen Romantik in Früh-, Hoch- und Spätromantik vor. Die neuere Forschung betrachtet diese Unterteilung der Romantik in vermeintlich streng abgrenzbare Phasen teilweise kritisch, denn Tendenzen und Ideen aus der Frühromantik sind auch noch in den späteren Phasen erkennbar. Dennoch findet man die Unterteilung  der Romantik in Früh-, Hoch- und Spätromantik noch in Übersichts- und Einführungsliteratur, allerdings mit dem Hinweis, dass die Romantik sich zwar in Phasen entwickelte, aber sowohl durch Kontinuität wie durch Brüche gekennzeichnet sei.
In älterer literaturwissenschaftlicher Forschung wird häufig auch zwischen einer progressiven Frühromantik und einer restaurativen Spätromantik unterschieden. Grundgedanke hinter dieser Unterscheidung war die Vorstellung, dass die Frühromantiker, insbesondere Friedrich Schlegel mit seinen programmatischen Schriften, sich der Rationalität und den philosophischen Ideen der Aufklärung und des Deutschen Idealismus verpflichtet sahen. Die Einstellungen der Spätromantiker hingegen, so die Argumentation der älteren Literaturwissenschaft, verschoben sich zugunsten der Beschäftigung mit der menschlichen Irrationalität, zur Befürwortung der politischen Restauration und der katholischen Kirche. Die Unterteilung in Früh-, Hoch- und Spätromantik entsprach auch einem Modell der Romantik, deren Entwicklung durch „Ausbreitung, Blütezeit und Verfall“ gekennzeichnet war.
In der heutigen Literaturwissenschaft wird diese einseitige Sicht der Spätromantik versucht zu vermeiden und es wird sich um eine differenziertere Sicht der Spätromantik bemüht. So wird argumentiert, dass einerseits die Frühromantik zwar stärker durch die Auswirkungen der Französischen Revolution geprägt ist, während die Spätromantik in eine Phase der Napoleonischen Kriege und der Metternichschen Restauration fällt. Andererseits gibt es auch eine Kontinuität, denn die Ideen, Formen und Motive der Frühromantik werden in der Spätromantik weiter entwickelt und zur Vollendung geführt. Eine verbindende Figur zwischen Früh- und Spätromantik ist Ludwig Tieck, dessen Werk die gesamte Periode der Romantik umfasst.

## Musik
Von den anderen Künsten ist die Romantik in der Musik zeitlich und inhaltlich abzugrenzen. Eine enge Definition des Begriffes „Romantik“ in der Musikgeschichte sieht hier nur eine Epoche von ca. 1830–1850. Der Begriff „romantisch“ ist in der Musikgeschichte jedoch oft sehr weit gefasst, so werden Musikströmungen bis Anfang des 20. Jahrhunderts noch als „romantisch“ bezeichnet. Die zeitlich spätere Musik, die bis ins 20. Jahrhundert reicht, wird auch als „spätromantisch“ oder „neuromantisch“ bezeichnet. Dass die Musik in Deutschland bis Anfang des 20. Jahrhunderts als romantisch gesehen wird, ist vor allem dem Komponisten Richard Wagner geschuldet, dessen Werk, insbesondere seine Bühnenschauspiele, das Postulat der Frühromantik nach der Vereinigung aller Künste einzulösen scheint.
Wenn man heutzutage von spätromantischer Musik spricht, meint man Werke, die etwa zwischen 1860 und 1910 entstanden sind. Besonders um die Jahrhundertwende gibt es aber bereits Schnittpunkte mit den ersten aufkommenden Experimenten von Expressionismus und Zwölftonmusik. Für spätromantische Musik gibt es verschiedene Merkmale:
- deutliche Vergrößerung des Orchesters bis hin zur riesenhaften Besetzung (Gipfelpunkt: Gustav Mahlers 8. Sinfonie, 1910)
- Abwendung von der Salon- und Hausmusik hin zur institutionalisierten Konzertmusik (Gründung von Konzertgesellschaften und Philharmonien)
- deutliche Bevorzugung von Programmmusik (Gustav Holst) und vom Komponisten subjektiv geprägtem Drama (Richard Wagner)

Innerhalb der Spätromantik gibt es verschiedene Strömungen, zum Beispiel Werke, die dem Symbolismus zuzurechnen sind, der später in den Impressionismus mündet (Gabriel Fauré, Alexander Skrjabin), oder auch den italienischen Verismo (Giacomo Puccini), in welchem die Hinwendung zur Moderne sich darin äußert, dass zum Beispiel eine Katharsis beziehungsweise (Er-)Lösung der Handlung nicht mehr stattfindet, sondern Werke tragisch enden.
Musikalisch ist in der Spätromantik eine deutliche Ausweitung der Harmonik und des Kontrapunkts erkennbar. Werke von Alexander von Zemlinsky oder Max Reger etwa weisen innerhalb eines Taktes oft mehr als ein Dutzend selbständig geführter Stimmen aus, der Orchesterklang ist farbig und die Fortschreitung der Harmonik gerät oft an die Grenze der Tonalität. Auch die Werke Hugo Wolfs zeigen bis dahin ungekannte harmonische Schärfen und Wendungen. Richard Wagners Oper Tristan und Isolde verbleibt durch zahlreiche nicht bestimmbare Akkorde dauerhaft in einem schwebenden tonalen Raum. Die letzte Konsequenz, die Auflösung eines tonal gegründeten Systems, wurde schließlich von Arnold Schönberg gezogen. Andere Komponisten haben den spätromantischen Stil beibehalten. Innerhalb der experimentellen Phase des 20. Jahrhunderts wurde er aber oft wieder einfacher und hat in Strömungen wie den Neoklassizismus geführt, wie beispielsweise bei den Werken der niederländischen Komponistin Rosy Wertheim oder in den Antiche danze ed arie von Ottorino Respighi.

## Malerei

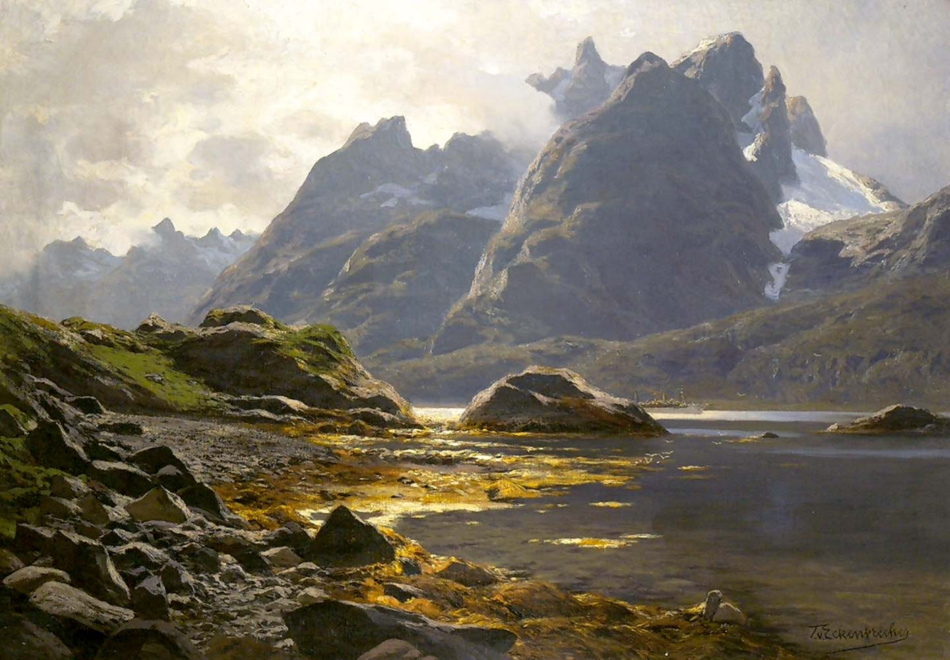
„Raftsund, Lofoten mit Dampfer Deutschland III“ von Themistokles von Eckenbrecher

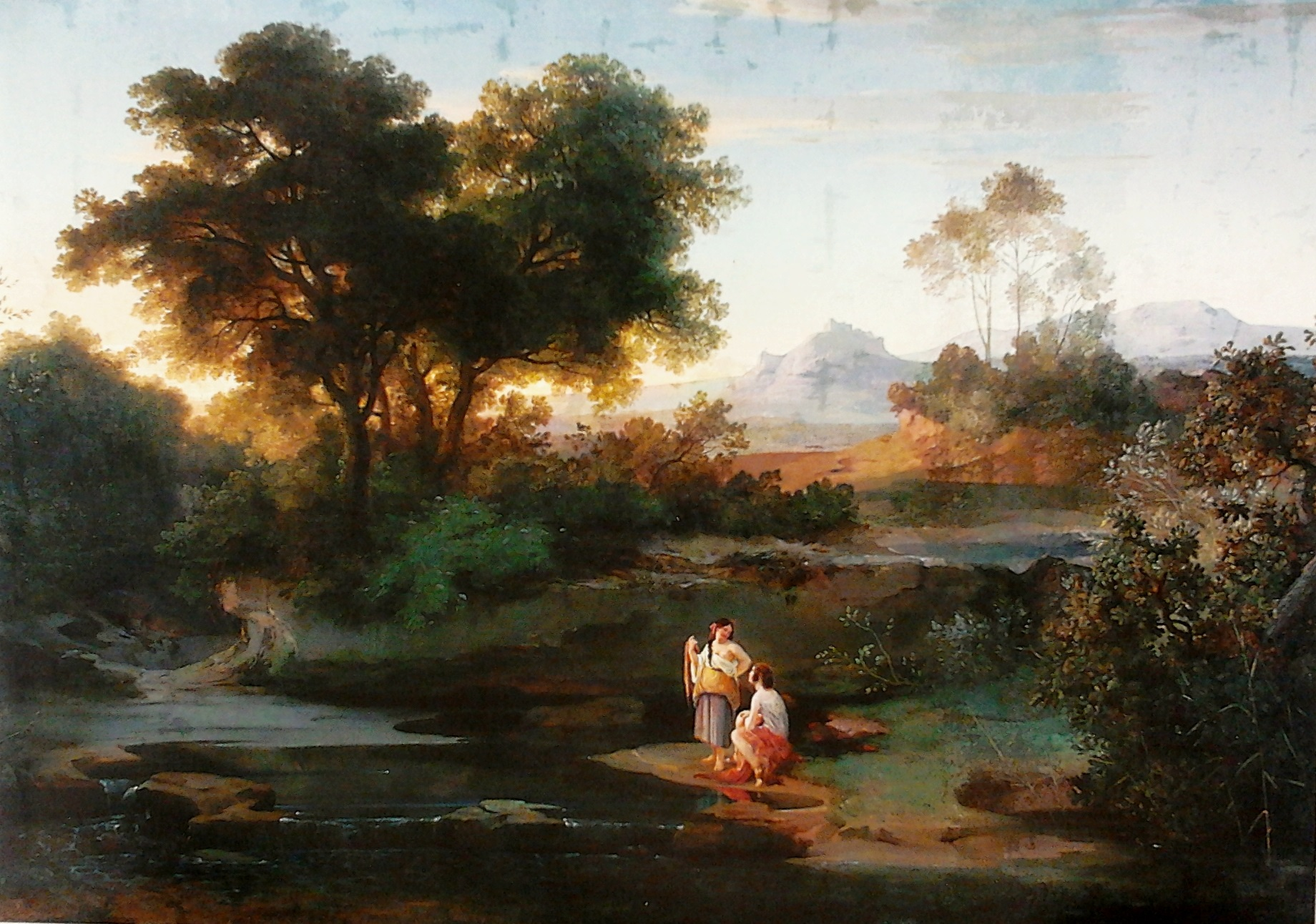
„Italienische Landschaft“ von Ludwig Richter

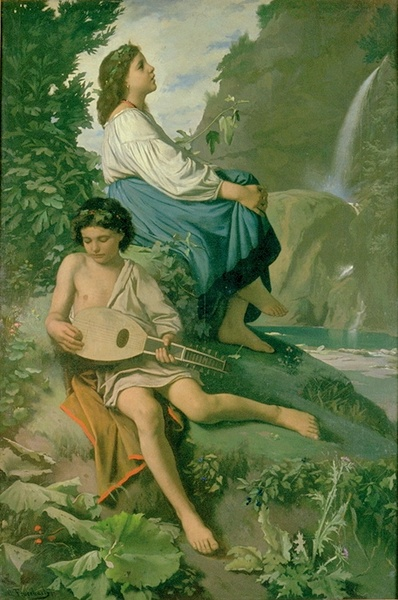
„Ricordo di Tivoli“ von Anselm Feuerbach

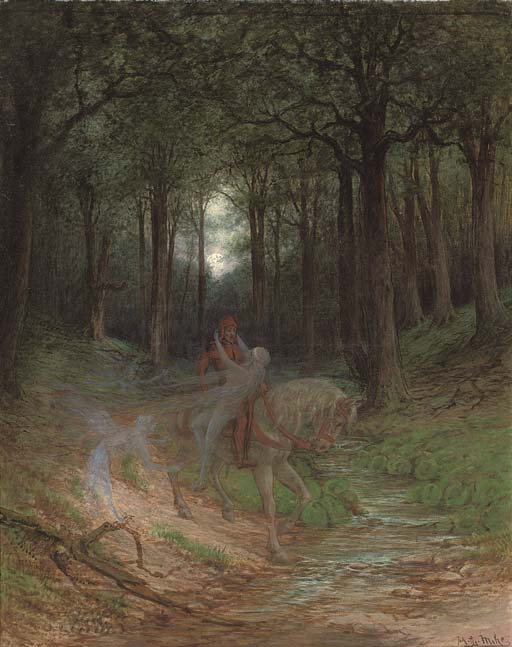
„Reiter und Waldfee“ von Johann Georg Mohr

In der Malerei bezeichnet man die zwischen 1848 und 1900 vorherrschende Richtung als Spätromantik, welche die Errungenschaften der Romantik neu aufbaut. Die großen Fragen der Göttlichkeit der Natur und des künstlerischen Schaffensprozesses wurden nicht mehr herausgestellt, da sie weithin als beantwortet galten. Die Themenkreise blieben bestehen. Die Künstler legten großen Wert auf die Verbesserung des künstlerischen Vortrags und der Maltechnik.

### Situation in der zweiten Hälfte des 19. Jahrhunderts
Mit dem Historismus teilt die Malerei der Spätromantik den Realismus. Auch waren Maler in beiden Stilen tätig. Teilweise werden auch strenge Züge des Klassizismus aufgegriffen (Feuerbach, Rethel). Überlappungen finden sich auch zur Malerei des Biedermeier.
Das zu Einfluss und Geld gekommene Bürgertum stellte einen breiten Käuferkreis dar, der durchaus willens und in der Lage war, teure, mit viel Aufwand erstellte Kunstwerke zu kaufen. Thematisch und stilistisch war dieser Käuferkreis weniger an stilistischen Brüchen interessiert als an hochwertigen traditionellen Werken, wie sie bisher vornehmlich der Adel gesammelt hatte. Damit sollte der neue Führungsanspruch des Bürgertums unterstrichen werden. Daraus ergab sich das Bemühen der Maler, traditionelle Themen der Romantik aufzugreifen und nach Möglichkeit zu intensivieren und die Darstellungsweise zu verbessern, so etwa in der Historienmalerei, Porträtmalerei, Landschaftsmalerei, Genremalerei, Stillleben und Tiermalerei.
Unter neuen Bedingungen kristallisierte sich der Späthistorismus jedoch als eigener Stil heraus. Das Aufkommen der Fotografie hatte eine möglichst naturgetreue Wiedergabe der Wirklichkeit in Frage gestellt. Der Impressionismus konnte Ergebnisse in kürzerer Zeit und mit geringeren Kosten als die traditionelle Malerei hervorbringen und legte auf eine aufwendige Technik keinen großen Wert.
Landschaften stellten das bevorzugte Sujet der spätromantischen Malerei dar, zeichnen sich jedoch durch eine übersteigerte Naturverbundenheit und herausragende Lichtverhältnisse aus, die mitunter halluzinativ erscheinen. Insbesondere im Waldmotiv finden sich mythologische Anklänge und eine märchenhafte Atmosphäre mit Fabelwesen und Nymphen. Sehnsüchte sind das arkadische Leben und ein Hirtenmythos.

### Zeitgenössische Wertschätzung
Der in der Romantik geschaffene Kult des Künstlers als Genie wurde ebenfalls intensiviert und einigen Autoren zufolge geradezu zum Religionsersatz. Das Genialische des Künstlers gehörte zusammen mit der Kunst an sich in ihren verschiedensten stilistischen Ausprägungen mit in das Selbstdarstellungskonzept des Bürgertums. Dies wirkte sich auch auf die Malweise aus. Die minutiöse Exaktheit der romantischen Malerei wurde nach 1848 aufgegeben. An ihre Stelle trat eine breitere, lockere Pinselführung, die den Eindruck von Virtuosität und Spontanität erweckte, wenn sie auch anders als in der impressionistischen Pleinairmalerei sorgfältigst vorbereitet und geplant war.
Einfluss nahm die Spätromantik der Malerei auch auf die Architektur, besonders in Wien.

### Spätere Bewertung
Ein Vorwurf an die Klassik und die Spätromantik ist, Kunst als von der Gesellschaft unberührte Parallelwelt zu betrachten, die den Anspruch hat eine metaphysische oder religiöse Weihe zu besitzen.
Die Spätromantik wurde wegen ihrer aufwendigen akademischen Malweise von den Impressionisten als historisch überholte Richtung bekämpft. Diese Auffassung wurde von Kunsthistorikern relativ unreflektiert übernommen. Gründe für die Geringschätzung der Spätromantiker in Teilen der Kunstwelt ist jedoch weniger der Konflikt mit den Impressionisten als vielmehr die Vereinnahmung spätromantischer Motive durch die Produzenten von billigem Kitsch.
Die steigende Kunstnachfrage immer breiterer Käuferschichten hatte schon seit der Zeit der Spätromantik zur manufakturellen Produktion von Kitsch geführt. Motive, welche bei den Spätromantikern noch auf eine religiöse Haltung oder literarische Kultiviertheit hinwiesen, wurden nicht zuletzt auch dank verbesserter Produktionsmethoden massenweise produziert und reproduziert. Übliche Motive der Kitschmalerei wie der Sonnenuntergang, der röhrende Hirsch, die Touristenvedute und die Idylle können eindeutig auf die Romantik zurückgeführt werden.
Führende Museen halten ihre Spätromantiker im Magazin und zeigen Werke nur vereinzelt und kontextbezogen bei Sonderausstellungen. In Anbetracht zunehmender Bedeutung von Besucherzahlen ist die Gefahr zu groß, dass ein wenig sachkundiges Publikum die Werke der Spätromantik mit Kitsch verwechselt, und dies auf ein Museum abfärben könnte.
Anders ist die Situation im Kunsthandel, dort genießen Spätromantiker eine zunehmende Beliebtheit, wenn sie auch noch nicht an die der Impressionisten heranreicht. Die wenigen, über Spätromantiker erschienenen Monographien sind sämtlich binnen kurzer Zeit ausverkauft. Kommende Aufgabe der Kunstgeschichte ist es, das Werk der Spätromantiker nicht weiter mit den Augen der nachfolgenden Richtung, sondern vielmehr als Weiterentwicklung in Bezug auf die vorausgehende Periode, die Romantik, sowie als Erscheinung ihrer eigenen Zeit zu würdigen, die durchaus künstlerisch Bedeutendes hervorgebracht hat.
Als Maler der Spätromantik gelten:
| Genremaler - Anders Askevold - Christian Eduard Boettcher - Franz von Defregger - Eduard von Grützner - Moritz von Schwind - Carl Spitzweg - Adolph Tidemand Historienmaler - Arnold Böcklin - Eugène Delacroix - Anselm Feuerbach - Hans Makart - Alfred Rethel | Landschaftsmaler - Andreas Achenbach - Oswald Achenbach - Iwan Konstantinowitsch Aiwasowski - Heinrich Bürkel - Alexandre Calame - Themistokles von Eckenbrecher - Hans Gude - Karl Friedrich Lessing - Adolf Lier - Johann Georg Mohr - Ludwig Richter - Raden Saleh - Gustav Schönleber - Ludwig Sckell | Porträtmaler - Oscar Begas - Wilhelm von Kaulbach - Franz von Lenbach - Franz Graf von Pocci - Franz Xaver Winterhalter Stilllebenmaler - Anna Peters - Emilie Preyer Tiermaler - Anton Braith - Friedrich Gauermann - Friedrich Voltz - Joseph Wenglein |

Die Zuordnung vieler Historienmaler zur Spätromantik beschränkt sich nur auf einen Teil ihres Werks, darunter die Maler Anton von Werner, Emil Hünten und Adolph Menzel. Eugen Bracht ist nur in seinem Frühwerk der Spätromantik zuzuordnen.